# Matthew Daddario
Matthew Daddario (* 1. říjen 1987, New York, New York, Spojené státy americké) je americký filmový herec, který je známý především díky rolím ve filmech Pozdravy ze spermabanky, Na vítězné vlně nebo díky seriálu Lovci stínů: Nástroje smrti stanice Freeform, ve kterém hraje jednu z hlavních postav Aleca Lightwooda.

## Život
Daddario se narodil a vyrostl v New Yorku, je synem Christiny a Richarda Daddario. Studoval byznys na Indiana University v Bloomingtonu. Dostudoval v roce 2010 a potom začal studovat herectví a chodit na konkurzy.
Má mladší sestru Catharine Daddario a starší sestru Alexandru Daddario. Starší sestra Alexandra je také herečkou. Zahrála si například ve filmové sérii Percy Jackson spolu s Loganem Lermanem.
Matt má italský, irský, anglický a maďarsko-slovensky původ.
Ve svém volném čase se věnuje amatérské astronomii, vaření a čtení sci-fi knížek. Mezi jeho nejoblíbenější seriály patří Archer (2010) a Perníkový táta (2008).

## Kariéra
Svojí první větší roli si zahrál v romantickém dramatu Breathe In, kde ztvárnil Aarona. Stejný rok podpořil filmovou komedii Pozdravy ze spermabank v roli gay-syna Channinga. V roce 2014 si zahrál ve sportovním drama-filmu Na vítězné vlně v roli Dannyho. Další roli dostal ve filmu Naomi and Ely's No Kiss List. V květnu 2016 byla potvrzena jeho role Aleca Lightwooda ve fantasy seriálu Lovci stínů: Nástroje smrti, který je založen na knižní sérii Nástroje smrti (The Mortal Instruments) od Cassandry Clare. 1. řada se začala vysílat 12. ledna 2016. V březnu 2016 bylo potvrzeno natáčení druhé řady s 20 díly, která se začala vysílat 2. ledna 2017. V roce 2016 si zahrál v hororovém filmu Cabin Fever.

## Osobní život
Dne 31. prosince 2017 vzal svojí dlouholetou přítelkyni Esther Kim. Pár skrze Instagram oznámil v květnu 2020, že čeká své první dítě. Jejich dcera se narodila v září 2020.

## Filmografie

### Film
| Rok  | Název                        | Role            | Poznámky                                              |
| ---- | ---------------------------- | --------------- | ----------------------------------------------------- |
| 2012 | The Debut                    | Peter Hamble    |                                                       |
| 2013 | Breathe In                   | Aaron           |                                                       |
| 2013 | 36 Saints                    | Sebastian       |                                                       |
| 2013 | Pozdravy ze spermabanky      | Channing        |                                                       |
| 2014 | Growing Up and Other Lies    | Peter           |                                                       |
| 2014 | Na vítězné vlně              | Danny Ladouceur |                                                       |
| 2015 | Naomi and Ely's No Kiss List | Gabriel         |                                                       |
| 2016 | Cabin Fever                  | Jeff            |                                                       |
| 2016 | The Last Hunt                | Matthias        | krátkometrážní film, také režisér a výkonný producent |

### Televize
| Rok       | Název                       | Role           | Poznámky             |
| --------- | --------------------------- | -------------- | -------------------- |
| 2016–2019 | Lovci stínů: Nástroje smrti | Alec Lightwood | hlavní role, 55 dílů |

## Ocenění a nominace
| Rok  | Ocenění            | Kategorie                                              | Práce                       | Výsledek  |
| ---- | ------------------ | ------------------------------------------------------ | --------------------------- | --------- |
| 2016 | Teen Choice Awards | televizní objev roku                                   | Lovci stínů: Nástroje smrti | vítězství |
| 2016 | MTV Fandom Awards  | pár roku (sdíleno s Harrym Shum Jr.)                   | Lovci stínů: Nástroje smrti | nominace  |
| 2017 | Teen Choice Awards | nejlepší televizní herec: sci-fi/fantasy               | Lovci stínů: Nástroje smrti | nominace  |
| 2017 | Teen Choice Awards | nejlepší televizní pár (sdíleno s Harrym Shum Jr.)     | Lovci stínů: Nástroje smrti | nominace  |
| 2017 | Teen Choice Awards | nejlepší televizní polibek (sdíleno s Harrym Shum Jr.) | Lovci stínů: Nástroje smrti | nominace  |
| 2018 | Teen Choice Awards | nejlepší televizní herec: sci-fi/fantasy               | Lovci stínů: Nástroje smrti | vítězství |
| 2018 | Teen Choice Awards | nejlepší televizní pár (sdíleno s Harrym Shum Jr.)     | Lovci stínů: Nástroje smrti | nominace  |
| 2018 | TV Scoop Awards    | nejlepší dramatický herec                              | Lovci stínů: Nástroje smrti | nominace  |
| 2018 | TV Scoop Awards    | nejlepší pár (sdíleno s Harrym Shum Jr.)               | Lovci stínů: Nástroje smrti | nominace  |